# Ayguatébia-Talau
Ayguatébia-Talau (Aiguatèbia i Talau) – miejscowość i gmina we Francji, w regionie Oksytania, w departamencie Pireneje Wschodnie.
Według danych na rok 1990 gminę zamieszkiwało 45 osób, a gęstość zaludnienia wynosiła 2 osoby/km² (wśród 1545 gmin Langwedocji-Roussillon Ayguatébia-Talau plasuje się na 855. miejscu pod względem liczby ludności, natomiast pod względem powierzchni na miejscu 325.). 

## Zabytki
Zabytki w Ayguatébia-Talau posiadające status Monument historique:
- Kościół świętych Feliksa i Armengola (Église Saint-Félix et Saint-Armengol d'Ayguatébia)

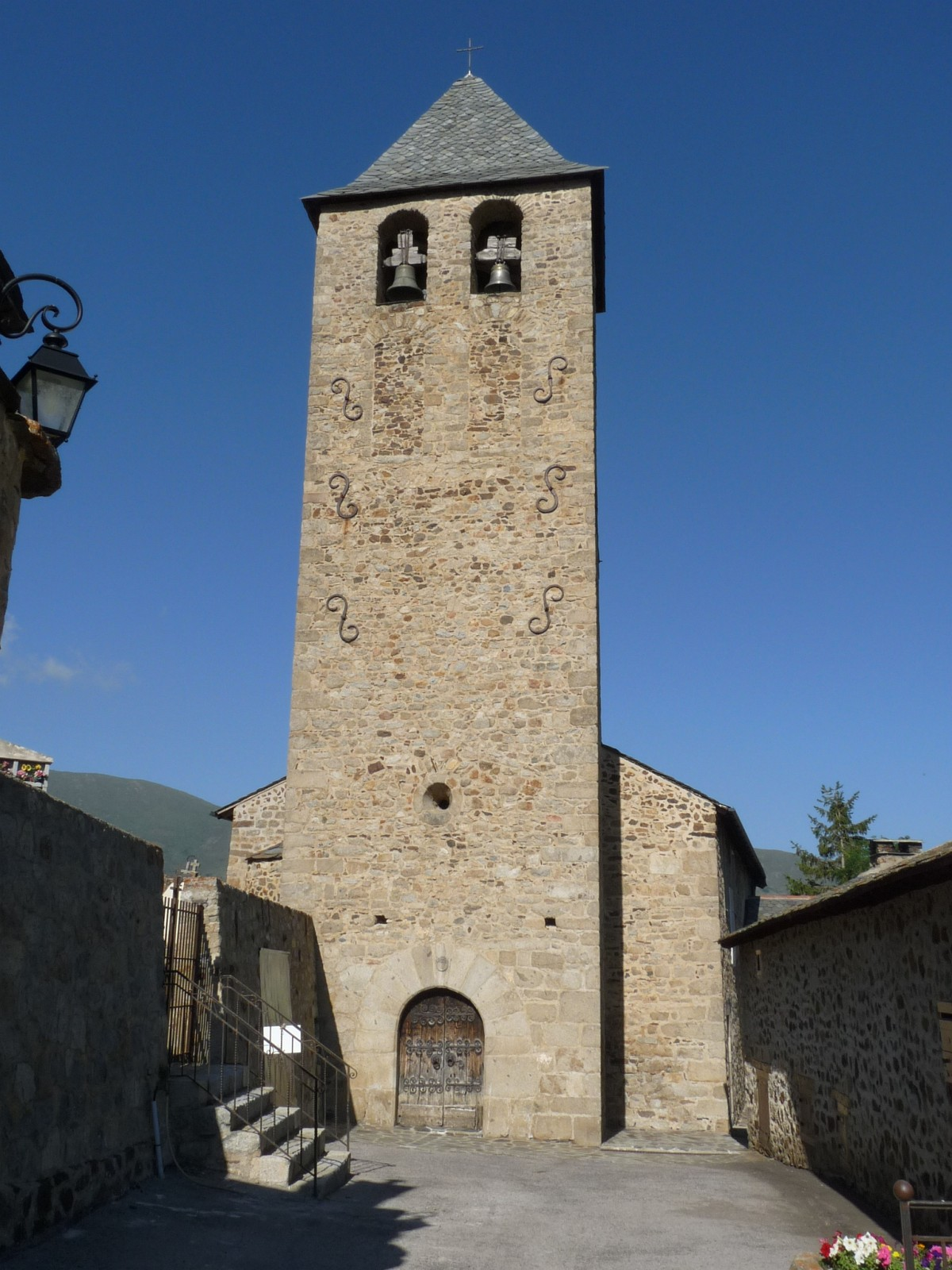
Kościół świętych Feliksa i Armengola (2013)

## Populacja

Populacja Ayguatébia-Talau w latach 1962–2008